# دوشیزه شارون جونز!
دوشیزه شارون جونز! (انگلیسی: Miss Sharon Jones!) یک فیلم مستند دربارهٔ شارون جونز به کارگردانی باربارا کاپل است که در سال ۲۰۱۵، منتشر شد.

## خلاصه فیلم
این مستند خواننده شناخته‌شده سبک بلوز، «شارون جونز» را دنبال می‌کند که از سرطان لوزالمعده رنج می‌برد اما تلاش می‌کند گروهش را یکپارچه و متحد نگه‌دارد…

## امتیازات
این فیلم بیشتر منتقدین نظرات مثبت را دریافت کرده‌است. Rotten Tomatoes جمع‌کننده بازبینی بر اساس ۳۸ بررسی با میانگین امتیاز ۷٫۳ / ۱۰ به فیلم امتیاز ۸۷٪ را می‌دهد. از نظر متاکریتیک، امتیاز فیلم بر اساس ۱۵ منتقد ۷۷، از ۱۰۰ است که نشانگر «بررسی‌های معمولاً مطلوب» است.